# Cotton (motorfietsmerk)
Cotton is een historisch Brits merk van motorfietsen.
De bedrijfsnaam was: Cotton Motor Co., later E. Cotton (Motor Cycles) Ltd., Cotton Motors, Vulcan Works, Gloucester en Cotton EMX Motorcycles Ltd., Bolton, Lancashire.
Frank Willoughby Cotton bouwde al in 1913 een speciaal driehoeksframe om de problemen van de bestaande motorfietsen met hun verstevigde fietsframes op te lossen. In 1914 haalde hij Arthur en Billy Butterfield over om twee frames te testen, maar door het uitbreken van de Eerste Wereldoorlog kon het project niet uitgewerkt worden.
In 1920 verschenen de eerste Cotton-motorfietsen met viertakt-inbouwmotoren van JAP en Blackburne maar vooral met tweetaktmotoren van Villiers. In 1922 startte Stanley Woods al in de Junior TT met een Cotton, maar in 1923 bouwde men het "Model One", een speciale 250cc-Cotton-Blackburneracemotor waarmee Woods uitviel in de Lightweight TT, maar hij won de Junior TT. Dit was de eerste overwinning van Woods in de Isle of Man TT, maar uiteindelijk zou hij tien keer winnen. Het Model One kwam in de handel en kon opmerkelijk genoeg ook met schijfwielen geleverd worden. In dat jaar presenteerde het merk 250- en 350- en 545cc-modellen met zijklepmotoren, die tot 1926 vrijwel ongewijzigd bleven. Daarna verschenen kopklepmotoren met dezelfde inhoudsmaten, maar ook weer verschillende tweetakten.
In 1929 verscheen het Model 29 SA met een 499cc-Sturmey-Archerkopklepmotor. Begin jaren dertig leverde Cotton een groot scala aan modellen, met nu ook lichte tweetakten van 150- tot 250 cc van JAP, zijkleppers van Blackburne van 150- tot 500 cc en Rudge-Python kopkleppers van 250- en 500 cc. Cotton bood behalve de gangbare drieversnellingsmodellen ook een vierversnellingsbak van Burman aan. Gedurende de jaren dertig bleven de modellen vrijwel onveranderd, maar de "bedrijfskleur" veranderde van violet in zwart met ivoor. Men bleef ook gebruikmaken van het starre (ongeveerde) driehoeksframe. Vlak voor de Tweede Wereldoorlog verschenen ook modellen met een JAP-motor met bovenliggende nokkenas. Door de oorlog moest de productie gestopt worden om plaats te maken voor militaire uitrustingsstukken.
Na de oorlog kwam het bedrijf in grote financiële problemen en uiteindelijk werd het na een reorganisatie verkocht aan M.L. Denley die in 1952 een doorstart maakte onder de naam "E. Cotton (Motor Cycles) Ltd.". De productie werd weer opgestart, maar uitsluitend met Villierstweetaktmotoren. Men stapte ook af van de driehoeksframes zodat ook achtervering kon worden toegepast.
In 1955 kwam er een model met een tweecilindertweetaktmotor van Anzani met een soort roterende inlaat. Cotton ging ook 175cc-modellen maken, maar in 1960 verscheen de Cotton Continental met een 250cc-Villierstweecilinder. Op de motorshow van 1964 in Londen kwam de Conquest met de Villiers Starmakermotor en in 1962 de Telstar, een 250cc-productieracer, eveneens met de Villiers Starmaker.
Toen Villiers in 1975 haar productie beëindigde ging Cotton inbouwmotoren van Minarelli gebruiken, maar het merk had inmiddels wel een erg klein marktaandeel gekregen. Men verkocht nog wel terreinmotoren en trialmotoren en ging in 1978 samenwerken met EMX in Bolton, waardoor de Cotton-EMX crossers ontstonden. Hierbij werd gebruikgemaakt van Rotaxblokken. In 1980 gingen de productierechten naar Armstrong, later naar Harley-Davidson. In dat jaar kwamen er wel nieuwe productieracers voor de 250- en de 350cc-klassen. Daarvoor werd Chas Mortimer, die zijn racecarrière eigenlijk al beëindigd had, ingezet. Mortimer scoorde geen enkel punt in het wereldkampioenschap wegrace, maar de Australiër Graeme McGregor eindigde in het 250cc-kampioenschap als 14e.

## Trivia

### Sportief gebaar
Frank Willoughby Cotton was nogal een stijve gentleman, maar hij was ook erg sportief. In 1923 schreef zijn concurrent John Edwin Smith nieuwe machines in voor de Isle of Man TT, waar hij zijn laatste cent in gestoken had. De TT moest het succes brengen om zijn bedrijf te redden, maar tijdens de trainingen vielen zijn beide coureurs. De rijders waren gewond en de machines zwaar beschadigd. Cotton gaf zijn eigen fabrieksrijder H.F. Brockbank vervolgens opdracht van de twee JES-wrakken één goede machine te maken en ermee te starten. Brockbank wierp nog tegen dat deze motorfiets, die al vier versnellingen had, zijn eigen Cottons weleens zou kunnen verslaan, maar Willoughby vond het redden van het bedrijf van Smith belangrijker. Het plan mislukte: Drie van de vier versnellingen van de JES gingen stuk, Brockbank viel uit en Smith ging failliet.

## Afbeeldingen

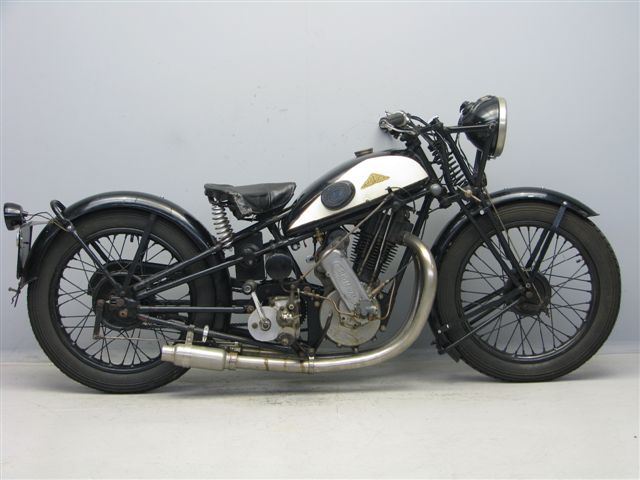
Cotton M25 met een 500 cc Blackburne kopklepmotor uit 1928
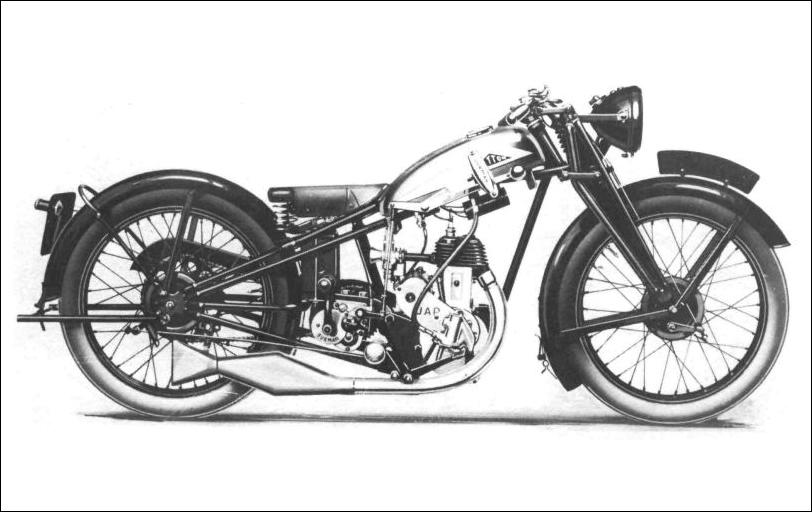
Cotton JAP 150 cc uit 1932
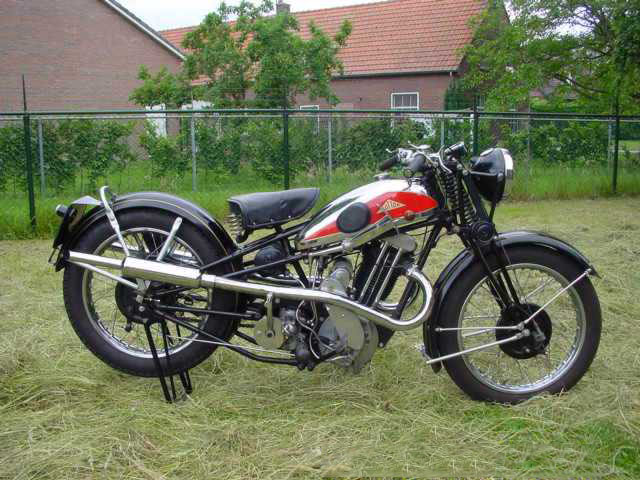
Cotton model 37/600 (600 cc 1937)
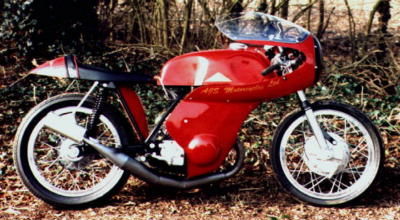
Cotton Telstar, begin jaren zestig
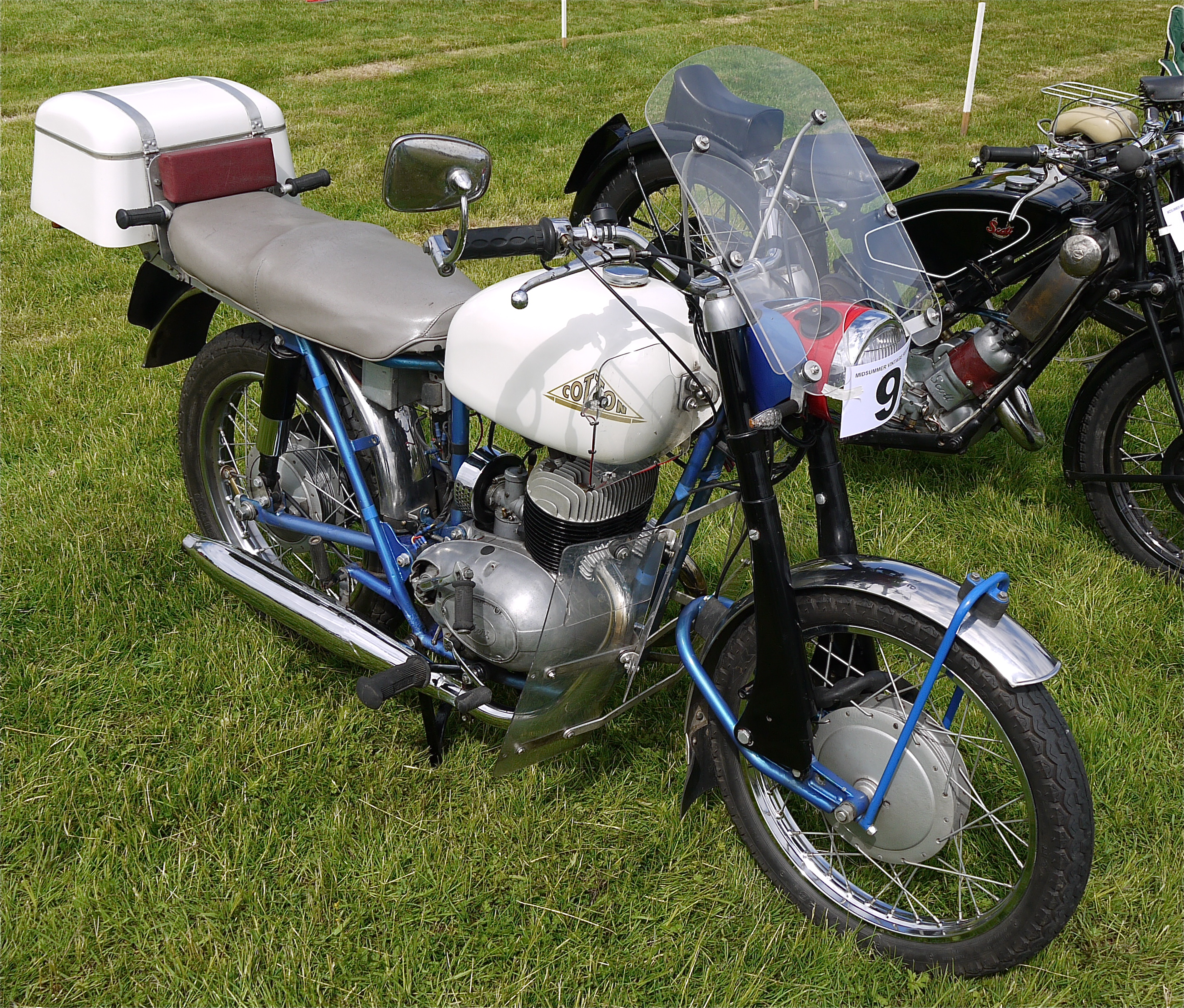
Cotton Continental uit 1963
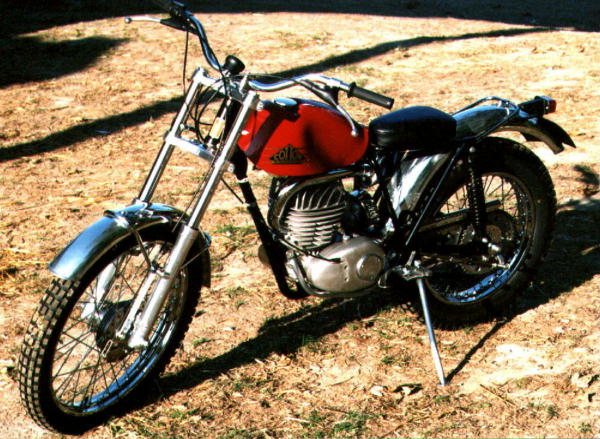
Cotton 250 Trials met een Villiers Starmaker tweetaktmotor uit de jaren zestig